# Jochen Kitzbihler
Jochen Kitzbihler (* 2. April 1966 in Ludwigshafen am Rhein) ist ein deutscher Bildhauer.

## Leben
Nach seinem Schulabschluss 1985 an der Freien Waldorfschule Mannheim absolvierte Kitzbihler zwischen 1985 und 1987 eine Ausbildung zum Steinbildhauer in der Bildhauerei Hans-Günther Thiele in Ludwigshafen. Im Anschluss absolvierte er von 1989 bis 1995 ein Studium der Bildhauerei / Freie Kunst an der Staatlichen Akademie der Bildenden Künste Karlsruhe unter der Leitung von Michael Sandle und Hiromi Akiyama, welches er mit dem Titel Diplom-Bildhauer abschloss. Jochen Kitzbihler lebt und arbeitet seit 1989 als Freischaffender Künstler in Freiburg im Breisgau sowie in Landau in der Pfalz. 1994 war er Meisterschüler bei Hiromi Akiyama. 1995 wurde ihm der Pfalzpreis für Bildende Kunst zugesprochen.

## Werk
Das skulpturale Werk Jochen Kitzbihlers kombiniert Formvorstellungen minimalistischer Kunst im Einklang mit dem Material und dessen natürlichen Vorgaben zu einer organisch geprägten Konkretion. Ein energetischer Zusammenhang mit Natürlichem ist ihm wesentlicher Ausgangspunkt des Schaffens. Seine theoretische Beschäftigung mit dem Strukturbegriff zielt auf ein dynamisches Strukturverständnis. Dabei untersucht er unter anderem in Strukturaufnahmen von Planetenoberflächen und Asteroiden die Entstehung von Transformationsprozessen. Für Kitzbihler sind diese fotografischen Bildserien eine Erweiterung seines skulpturalen Schaffens, das er in ein enges Beziehungsfeld zu wissenschaftlichen Erkenntnissen der Quantenmechanik, der morphologischen Geologie und der Astronomie setzt. Die zentrale Fragestellung: „Ist Struktur Transformation?“ entwickelt seine künstlerische Arbeit durch Integration wissenschaftlicher Aspekte zu einem transdisziplinären Werk.

## Skulpturen

### Gedenkskulptur (Mahnmal in Mannheim)

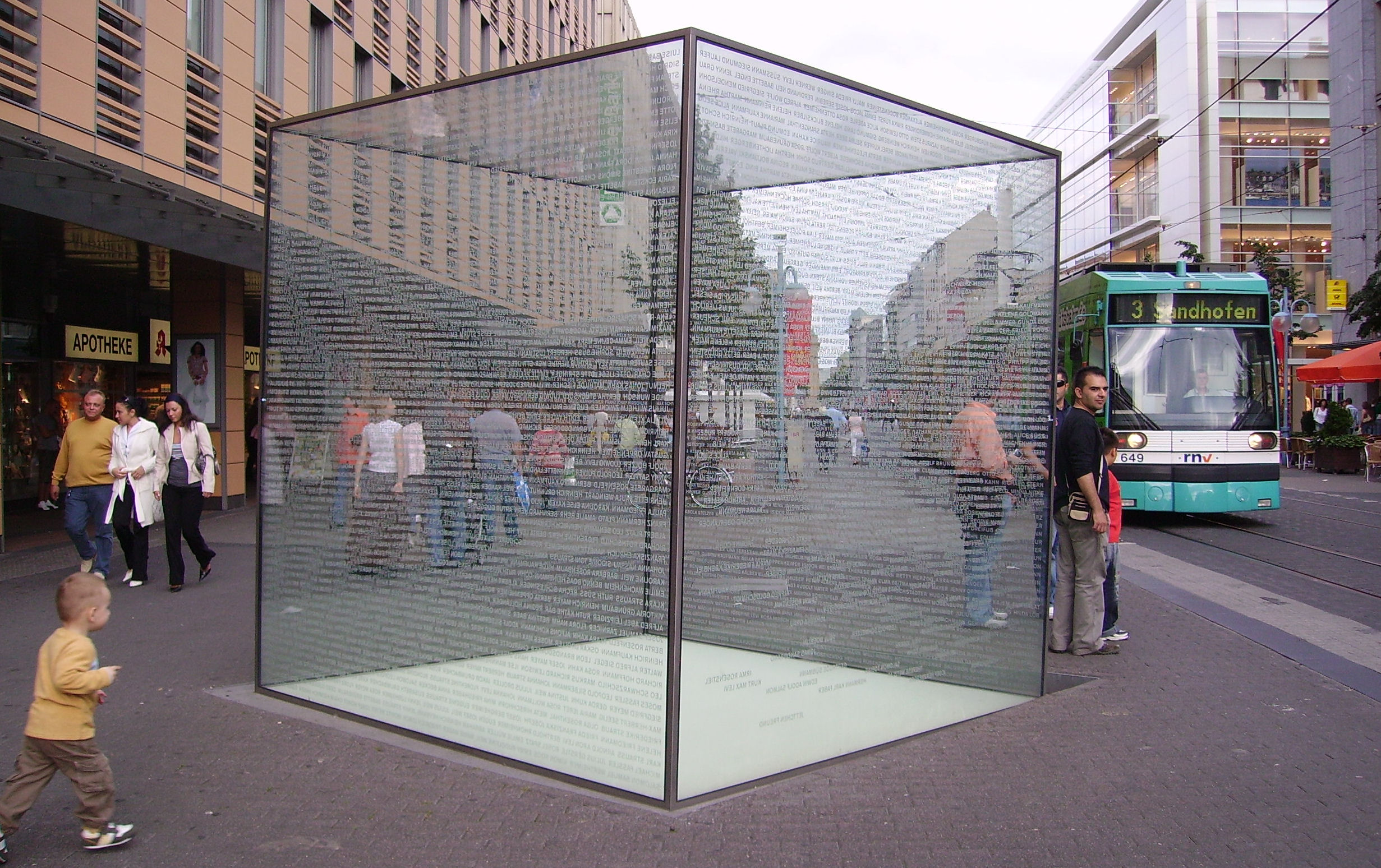
Gedenkskulptur bei Tag

Ein gläserner Kubus inmitten der Fußgängerzone; transparent, aus Klarglas, den Blick nicht verstellend, wohl aber den Weg, der hier vorüberführt. Die Gedenkskulptur für die während der Nazizeit deportierten und ermordeten jüdischen Bürger Mannheims hat in der Mannheimer Innenstadt einen prominenten Platz gefunden. Dabei ist die Skulptur von den schieren Ausmaßen her durchaus monumental, jedoch von einer eher stillen, in sich gekehrten Monumentalität, die den Blick stärker auf den Inhalt als auf die Außenhaut lenkt. Die Form des Kubus ist abstrakt, dient als eine Art Archivblock für die Namen derer, die verschwunden sind, Mannheimer Bürgerinnen und Bürger, Teil des Gemeinwesens, das nun mit der Lücke der Verschwundenen leben muss. Kitzbihlers Skulptur nennt die Namen, zählt sie auf in Form einer durchlaufenden Liste, die die vielfach verschüttete Erinnerung wachruft. Die Einzelschicksale, die Familiengeschichten und die spezifische Verbindung zur Stadt Mannheim werden hier nicht thematisiert, bleiben einer Forschung vorbehalten, die sich noch immer viel zu wenig mit dem menschlichen und kulturellen Verlust beschäftigt hat, den die braunen Horden unserer Väter- und Großvätergeneration uns hinterlassen haben. Zurückhaltend wie eine ferne Erinnerung steht die Gedenkskulptur den Mannheimern und den Besuchern der Stadt im Weg. Die Namen scheinen in der Luft zu schweben und auf diese Art und Weise sind die Verschwundenen wieder präsent, nehmen wieder einen Teil der Lebenswirklichkeit in Mannheim ein, der ihnen zusteht. Die Erinnerung ist brüchig, viel ist vergessen, anderes muss erinnert werden – das Glas der Skulptur steht stellvertretend für die Fragilität der Erinnerung und des menschlichen Lebens.

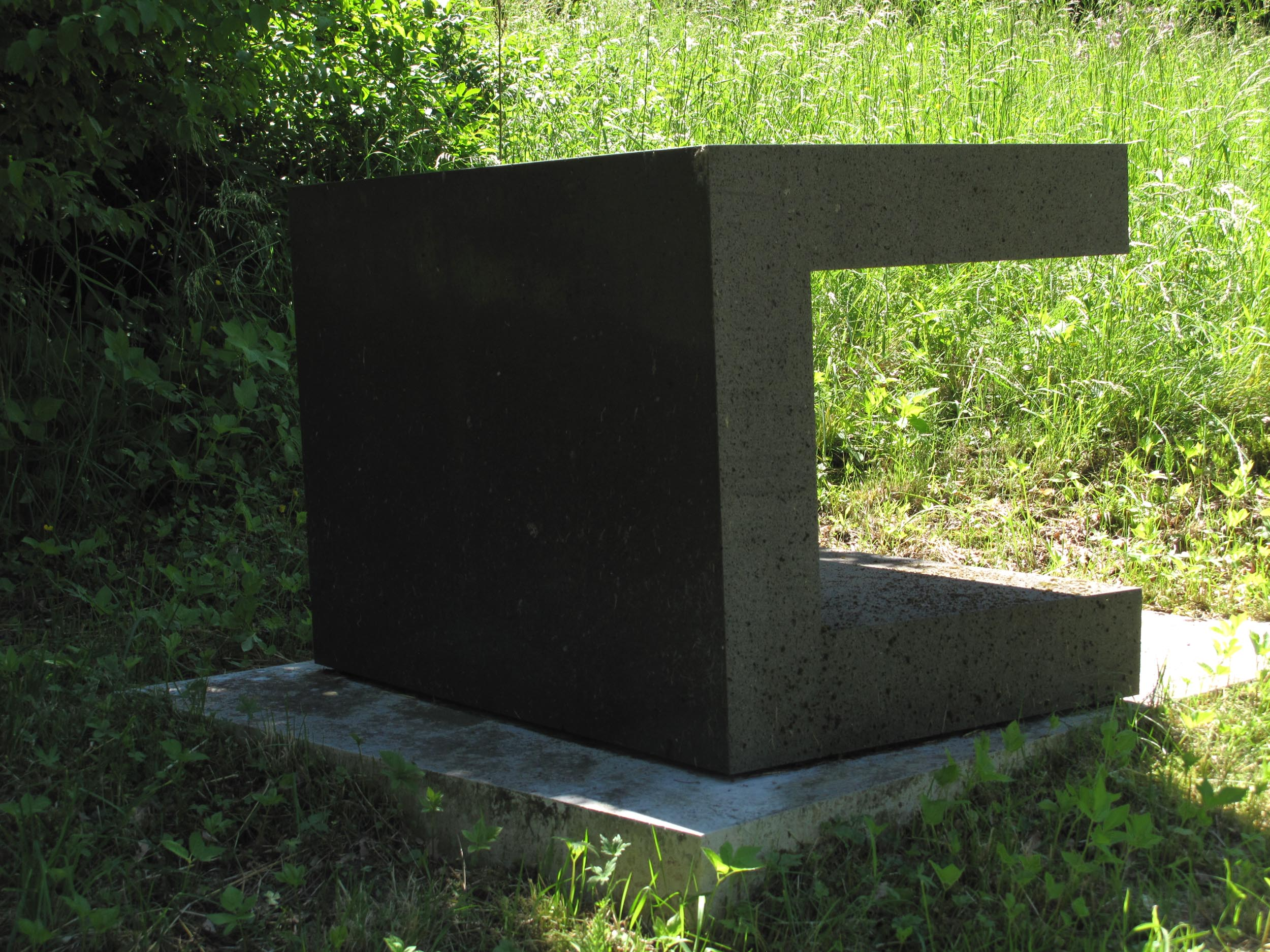
Mu, Skulpturenpark Heidelberg

### tremolo 79 Hz
Im Jahr 2004 errichtete großformatige Außenskulptur an der Festhalle von Landau in der Pfalz, anlässlich des 100-jährigen Bestehens des Jugendstilgebäudes und dessen Gesamtrestaurierung.

### transversal
Seit Oktober 2003 gestaltet die Granitskulptur transversal den Kehler Bahnhofsvorplatz. Der Name bedeutet „schräg verlaufend“, wie die verzahnten Kantenlinien der Stele und auch die Verbindungslinie zwischen Südvogesen und Nordschwarzwald. Die 12 Meter hohe Säule am Kehler Stadteingang ist aus gefrästen Granitquadern von Steinbrüchen dieser Gebirgszüge seriell aufgebaut. Ein klares Zeichen für diese Schnitt- und Übergangsstelle vor der Europabrücke.

### Altarraumgestaltung, St. Nikolaus Kappelrodeck 2010
Die Altarraumgestaltung mit einem neuen Altar und einem neuen Ambo der Kirche St. Nikolaus in Kappelrodeck von 2010 nimmt Bezug auf den Kirchenraum: Der graugrünliche Sandstein ist auf den im Kirchenraum vorhandenen Sandstein und dessen Atmosphäre abgestimmt. Das Material des Altars ist somit in den Raum integriert und hebt sich in seiner klar reduzierten Form davon ab. Als Kontrast und Markierung der Mitte gegenüber dem Bisherigen wirkt ebenso das rötliche Kupfer. Die starke, kreuzförmig konstruierte Kupferplatte, teilt, verbindet und trägt den Altar, der in einer schwerelosen Balance erscheint. Der für die Messfeier zentrale Gedanke der Teilung und Verbindung von Brot und Wein, von Leben und Tod inspirierte zu der Idee eines dreiteiligen Altars, der aus einem einzigen Sandsteinblock in mehrfacher Teilung gefertigt ist.

## Ausstellungen, Aktionen und Projekte
- 1990: Bildhauersymposion Karlstal, Kaiserslautern
- 1991: Spuren, Bergkirche St. Peter, Worms (EA)
- 1992: Übergriff Kunstfestival, Leipzig
- 1994: Diffusion Hatzfeld’sches Palais, Breslau, Raumsetzung Schloß Waldhausen, Mainz (EA) 1995 Pfalzgalerie, Kaiserslautern
- 1996: Raumebenen - Bildebenen, Städtische Galerie Villa Streccius, Landau (mit D. Paal)
- 1997: Schnittstellen, Pfalzgalerie, Kaiserslautern (EA mit Katalog)
- 1998: Bildhauersymposion Kobe, Japan, Natura Mentale Orsay (GA)
- 1999: Deutsch-Französisches Bildhauersymposion in Lauterbourg, Elsass, Einladung
- 2000: Differences, Hiroshima City Museum of Contemporary Art, Natura Mentale, Spijkenisse, Holland (Koproduktion mit J. Heieck), Rückführung, St. Guido, Speyer (mit J. S. Sistermanns, R. Knodt, D. Zurnieden), Bau/Körper/Bau, Friedrichsbau, Bühl (mit P. Riek), Blickpunkte, Realisierung der Granitskulptur 157 m ü. N.N. bei Herxheim/Pfalz
- 2002: Wasser-Fluss-Skulptur, Rathausplatz Buggingen/Südbaden, Realisierung, Der Berg, Heidelberg, Realisierung der Granitskulptur Lichtenberg (GA), ausgeglichen, Galerie Nagel, Neustadt/W (EA)
- 2003: International Sculpture Symposium in Icheon / Korea, Einladung, transversal, eine Granitskulptur für die Stadt Kehl, Realisierung, Gedenkskulptur für die jüdischen Opfer des Nationalsozialismus in Mannheim, Realisierung
- 2004: tremolo 79 Hz, eine monolithische Skulptur für die Jugendstil-Festhalle der Stadt Landau / Pfalz, Realisierung
- 2005: Internationales Bildhauersymposion Les Geants du Nideck, Elsass, Frankreich, Einladung, Realisierung der Granitskulptur trace forestière, Schichtungen, Kunsthaus L6, Freiburg
- 2006: espai escultural, Skulptur und Fotografie, Galerie Maria Villalba, Barcelona (EA), Monolithische Systeme, Mannheimer Kunstverein (EA mit Buchpublikation)
- 2007: Steinskulptur-Steinlandschaft, Galerie im Artforum, Offenburg, (EA)
- 2008: art-Karlsruhe, Einzelpräsentation auf Skulpturenplatz; märz-galerie Mannheim (GA)
- 2009: Werkschau, Schauraum, Freiburg, (EA), OSZ-Skulptur, Z-Laser Optoelektronik Freiburg, Realisierung, Stelen, Galerie Marie-Louise Wirth, Sorell-Hotel Zürichberg (GA), Flusssteine–Himmelskörper, Galerie Eulenspiegel, Basel (EA), Werke auf Papier, Galerie Linde Hollinger, Mannheim (GA)
- 2010: [GRÜN] zeitgenössisch, Galerie Schindel, Freiburg (mit D. Burdeny, S. Wenzel, P. Harris), DORT – Terrains und Skulptur, Galerie Eulenspiegel, Basel (EA), Altarraumgestaltung (Altar, Ambo und Ausstattung) für St. Nikolaus, Kappelrodeck
- 2011: Der Zweite Blick, zeitgenössische Fotografie, Kunstverein Villa Streccius Landau (GA m. Publikation), Stipendium Künstlerdorf Schöppingen („KWW“, Kunst, Wissenschaft, Wirtschaft); Zwischen Himmel und Erde, Deutsche Gesellschaft für Christliche Kunst, München
- 2012: Fenêtre Contemporaine Bildinstallation DORT (Victoria-Crater, Mars) an der Außenwand der Humanistischen Bibliothek, Sélestat (Elsass)
- 2013: Residency der Christoph-Merian-Stiftung, Basel in Fremantle, West-Australien; BODIES IN MOTION Galerie Eulenspiegel, Basel (EA)
- 2014: Aus Dem Nichts Museum Pfalzgalerie Kaiserslautern (EA)